# Tuffi ai campionati europei di nuoto 2022 - Trampolino 3 metri maschile
La competizione del trampolino 3 metri maschile ai campionati europei di nuoto di Roma 2022 si è svolta il 20 agosto 2022, presso il complesso natatorio del Foro Italico di Roma, in Italia.
Il turno preliminare si è svolto alle ore 10:00. La finale si è svolta alle 16:37.

## Risultati
In verde sono indicati i finalisti
| Class   | Tuffatore           | Nazione       | Preliminare | Preliminare | Finale          | Finale          |
| Class   | Tuffatore           | Nazione       | Punti       | Class       | Punti           | Class           |
| ------- | ------------------- | ------------- | ----------- | ----------- | --------------- | --------------- |
| Oro     | Lorenzo Marsaglia   | Italia        | 382.35      | 3           | 453.85          | 1               |
| Argento | Jordan Houlden      | Gran Bretagna | 364.00      | 6           | 428.55          | 2               |
| Bronzo  | Giovanni Tocci      | Italia        | 413.00      | 1           | 392.70          | 3               |
| 4       | Guillaume Dutoit    | Svizzera      | 367.75      | 5           | 382.75          | 4               |
| 5       | Jack Laugher        | Gran Bretagna | 392.30      | 2           | 375.70          | 5               |
| 6       | Danylo Konovalov    | Ucraina       | 351.45      | 7           | 368.30          | 6               |
| 7       | Andrzej Rzeszutek   | Polonia       | 334.25      | 11          | 358.80          | 7               |
| 8       | Adrián Abadía       | Spagna        | 342.35      | 9           | 352.10          | 8               |
| 9       | Timo Barthel        | Germania      | 340.70      | 10          | 350.80          | 9               |
| 10      | Jonathan Suckow     | Svizzera      | 380.50      | 4           | 349.25          | 10              |
| 11      | David Ekdahl        | Svezia        | 332.65      | 12          | 318.45          | 11              |
| 12      | Alberto Arévalo     | Spagna        | 347.50      | 8           | 307.80          | 12              |
| 13      | Athanasios Tsirikos | Grecia        | 316.95      | 13          | Non qualificati | Non qualificati |
| 14      | Jules Bouyer        | Francia       | 315.35      | 14          | Non qualificati | Non qualificati |
| 15      | Alexander Hart      | Austria       | 313.20      | 15          | Non qualificati | Non qualificati |
| 16      | Moritz Wesemann     | Germania      | 309.25      | 16          | Non qualificati | Non qualificati |
| 17      | Theofilos Afthinos  | Grecia        | 316.95      | 17          | Non qualificati | Non qualificati |
| 18      | Kıvanç Gür          | Turchia       | 284.45      | 18          | Non qualificati | Non qualificati |
| 19      | Juho Junttila       | Finlandia     | 273.90      | 19          | Non qualificati | Non qualificati |
| 20      | Sandro Melikidze    | Georgia       | 265.45      | 20          | Non qualificati | Non qualificati |
| 21      | Tornike Onikashvili | Georgia       | 241.45      | 21          | Non qualificati | Non qualificati |
| 22      | Jacob Stoltz        | Svezia        | 193.05      | 22          | Non qualificati | Non qualificati |